# Hôtel de Hirsch
L’hôtel de Hirsch est un hôtel particulier situé à Paris dans le 8e arrondissement, no 2, rue de l'Élysée et no 24, avenue Gabriel, construit pour le baron Maurice de Hirsch (1831-1896). Il constitue aujourd'hui une annexe du palais de l’Élysée abritant certains services de la présidence de la République française, dont depuis 1967 la cellule africaine de l'Élysée sous ses formes successives.

## Histoire
En 1861, Émile Pereire met en vente un vaste terrain contigu au palais de l’Élysée, le long de la rue de la Reine-Hortense (actuelle rue de l’Élysée) que Napoléon III avait fait ouvrir dans les années 1850. Le règlement d'urbanisme interdisait la présence de bâtiments à usage professionnel ou commercial. Le long de la rue, on construisit de petits hôtels particuliers d'un style homogène, qui imitent, avec leur petit perron auquel on accède par cinq marches et leur cour anglaise, les maisons londoniennes de style georgien que l'Empereur avait admirées pendant son séjour en Angleterre.
L'impératrice Eugénie fait l'acquisition d'une partie de la propriété Pereire, à l'angle de l'avenue Gabriel, et fait construire par l'architecte Hector-Martin Lefuel au no 2 de la rue de l’Élysée un hôtel de trois étages dont les fenêtres donnaient sur la rue et sur un jardin s'étendant jusqu'à l'avenue. Son intention est d'en faire une résidence privée où loger des amis de passage et se réfugier à l'occasion pour profiter d'un peu d'intimité et, peut-être également, y loger sa mère, la comtesse de Montijo, née María Manuela Kirkpatrick (1794-1879). Elle prêta cet hôtel à son amie la princesse Anna Murat (1841-1924), fille du prince Lucien Murat, duchesse de Mouchy par son mariage avec Antoine Just Léon Marie de Noailles, puis le loua à un particulier.
Après la mort de Napoléon III, l'hôtel et les « maisons anglaises » situées aux nos 4 et 6 de la rue sont vendus en 1878 par Eugène Rouher, agissant comme mandataire de la « comtesse de Teba », pour la somme de 2 361 500 francs-or au baron de Hirsch de Gereuth, financier originaire de Bavière qui s'était installé à Paris avec sa famille en 1871. Avant d'emménager, celui-ci fait effectuer une première campagne de travaux qui transforme complètement les intérieurs, non sans conserver un salon bleu orné d'un grand panneau peint représentant le Prince impérial par le peintre A. Jourdan. On rapporte que, longtemps après, l'ex-impératrice, visitant l'hôtel, en fut touchée et remercia chaleureusement la baronne de Hirsch d'avoir eu « la délicatesse de respecter ce souvenir si attendrissant pour une mère ».
À peine installé, le baron de Hirsch trouve la demeure trop exiguë et entreprend de l'agrandir. Il rachète aisément et à des prix raisonnables les hôtels des 4, 6 et 8 rue de l'Élysée ainsi que, après de longues tractations, l'hôtel particulier des 24-26 avenue Gabriel appartenant à Alfred Cibiel, mais qu'il doit payer la somme exorbitante de 3 500 000 francs. L'ensemble immobilier ainsi constitué comprend, sur près d'un demi-hectare, trois bâtiments mitoyens sur la rue de l'Élysée et deux bâtiments séparés avenue Gabriel. D'importants travaux, confiés aux architectes Peyre et Châtenay, sont nécessaires pour en faire après un peu plus d'un an un ensemble relativement harmonieux sur le plan architectural.
On accédait à l'hôtel soit par une grille ouvrant sur l'avenue Gabriel (no 24) et débouchant sur un jardin où se trouvait un pavillon de gardien, soit par les deux portes cochères qui existent encore rue de l'Élysée, l'une réservée aux invités et l'autre au service et aux voitures remisées derrière la cour d'honneur.

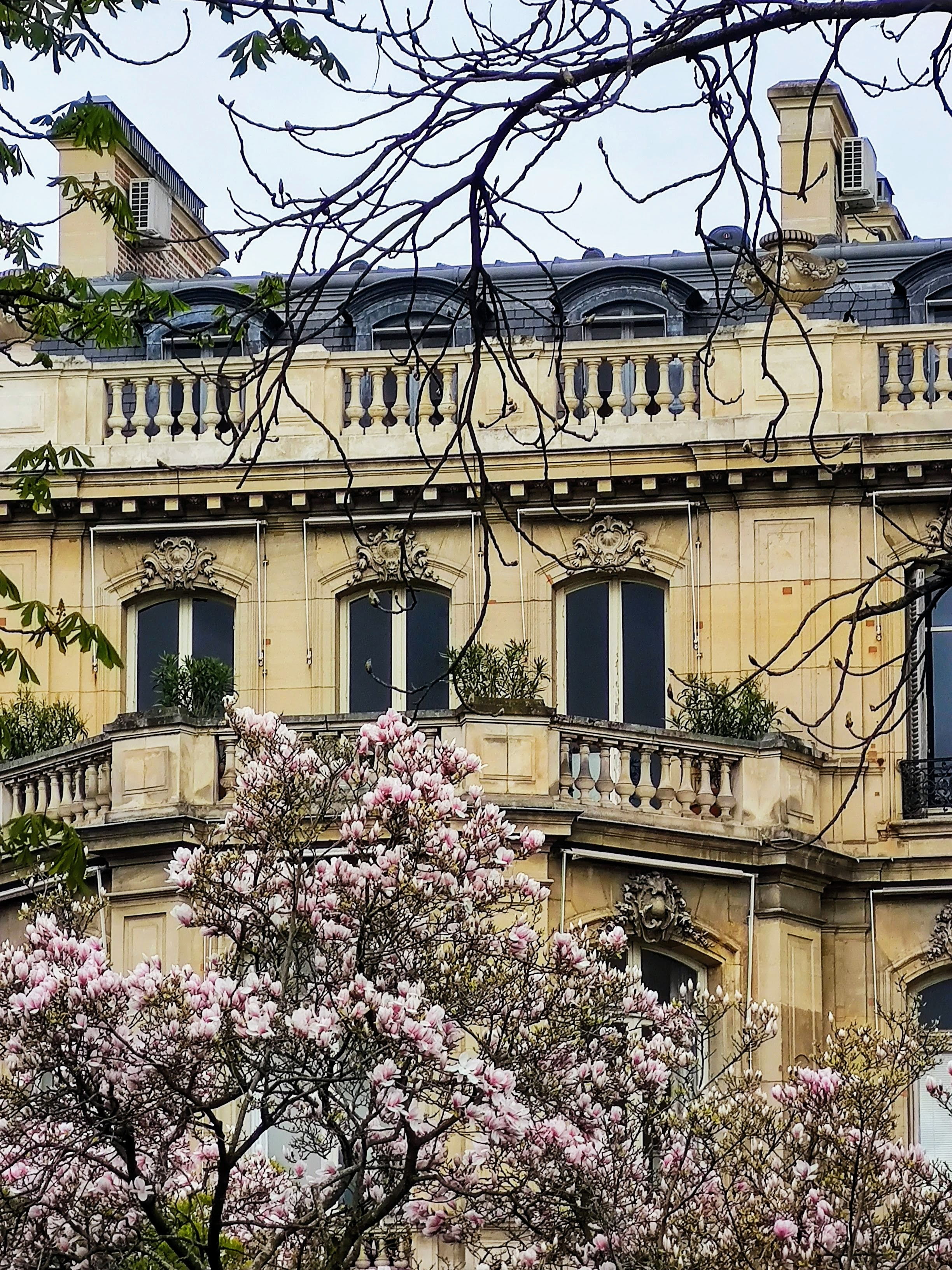
Façade sur l’avenue Gabriel au printemps 2025.

Le premier corps de bâtiment – celui qui a été conservé – comprenait un office, une cuisine en sous-sol et une grande salle à manger éclairée par des fenêtres donnant sur la rue de l'Élysée et sur le jardin, ornée de belles boiseries rocaille en chêne ciré provenant du château de Bercy et de dessus-de-porte peints par Jean-Baptiste Monnoyer, ensemble toujours en place aujourd'hui. Cette pièce se prolongeait par un grand salon blanc lambrissé, dont la rotonde ouvrait sur une terrasse, et dont les vitrines renfermaient une collection de porcelaines de Saxe, et par deux petits salons. Ces pièces étaient commandées par un vestibule de marbre blanc accessible depuis le 2 rue de l'Élysée.
De l'autre côté de ce vestibule partait une grande galerie qui reliait ce corps de bâtiment au deuxième corps de logis sur l'avenue Gabriel. Cette galerie était ornée de deux commodes de marqueterie de Boulle payées 500 000 francs-or pièce. Elle desservait une salle des fêtes de style Louis XIV capable d'accueillir 2 000 invités, éclairée par huit lustres en cristal de Bohême et des paires d'appliques assorties, dont les portes recouvertes de miroir imitaient la galerie des glaces du château de Versailles. De l'autre côté, une véranda-serre se développait sur le jardin.
À l'extrémité de la galerie, dans le second corps de bâtiment, se trouvait un escalier d'honneur spectaculaire conçu par l'architecte Emile Peyre. « Réalisé dans un marbre blanc veiné de vert, l'escalier débutait par une volée centrale de seize marches en ligne droite dont la première mesurait sept mètres de large. Cette première volée aboutissait à un palier intermédiaire d'où partaient des volées latérales avec d'autres paliers intermédiaires conduisant au premier étage qui ouvrait sur des salons de réception et le jardin d'hiver. Les murs et le plafond de la cage d'escalier étaient agrémentés de motifs ornementaux. De chaque côté de l'escalier, dans des niches creusées à cet usage, on avait disposé deux grandes vasques en brocatelle d'Espagne, soutenues par des amours en marbre blanc de Carrare, inspirées du fameux bénitier de Saint-Pierre de Rome ! Une rampe en marbre vert ciselé, avec une main courante en bronze, menait aux trois balcons de la loggia. Les plafonds à sujets mythologiques de la cage d'escalier étaient signés par un peintre du nom de Chevallier. Aux murs étaient exposées diverses toiles dont un paysage de Ruyter et un imposant portrait équestre de Louis XIV par Van der Meulen. Dans les angles étaient accrochés quatre grands cartouches dont le fond en marbre vert était incrusté de têtes de cerfs avec cors en bronze, chutes de feuilles et ornements divers. La maçonnerie et la peinture de l'escalier avaient coûté la coquette somme de 1 400 000 francs à laquelle s'ajoutait un million supplémentaire pour la décoration. »
Cet escalier fut extrêmement commenté. Pour l'antisémite Édouard Drumont : « Cet escalier [...] ne justifie guère la bruyante admiration dont il est l'objet. L'architecte l'a signé comme Raphaël aurait signé un de ses tableaux [...] Véritablement il n'y a pas de quoi être si content de soi. On ne peut rien imaginer de plus incohérent et disproportionné que cet escalier ; il est assez large à sa base pour qu'un régiment puisse y défiler, il est si étroit au sommet [...] qu'on croirait que c'est un escalier dérobé. C'est du haut de cet escalier que le baron a dit un jour à son fils, en regardant monter les ducs, les princes et les marquis : "...Tous ces gens-là, dans vingt ans, ils seront nos gendres ou nos concierges." » En revanche, Theodor Herzl, venu présenter au baron de Hirsch son projet de création d'un État juif en Palestine, en fut ébloui : « Un palais ; une cour majestueuse, les escaliers latéraux aux nobles proportions ; et surtout l'escalier principal grandiose, autant d'éléments qui m'impressionnèrent. La richesse ne me fait de l'effet que sous forme de beauté. Et là, tout était beauté véritable. Les tableaux de grands maîtres, les marbres, les discrets Gobelins ! Bon sang ! En médisant de la richesse, nous avons négligé ces accessoires. Tout y était vraiment de grand style et, un peu hébété, je me laissais guider d'un valet à l'autre. »
Les pièces de réception étaient remplies d'un mobilier et d'œuvres d'art prestigieux. Au premier étage on trouvait une salle Renaissance ornée d'une cheminée monumentale en pierre provenant du château de Montal dont le bandeau, orné d'écussons et de blasons, était surmonté d'une biche à laquelle le baron de Hirsch avait fait ajouter une ramure de cerf à dix cors en bronze doré et un salon de style Louis XVI orné d'un portrait de Louis XVI par Antoine-François Callet, ainsi que le petit salon de la baronne, décoré de panneaux inspirés de Watteau. Un jardin d'hiver avait en son centre une corbeille remplie de fleurs tropicales et sur les murs latéraux quatre splendides tapisseries de Beauvais aux armes du comte de Toulouse.
Le deuxième corps de bâtiment comprenait un sous-sol aménagé avec une grande cuisine, deux garde-manger, deux pièces pour le chef de cuisine, la buanderie, trois calorifères, un rez-de-chaussée, deux étages nobles et deux étages de comble, comprenant six pièces de réception et une vingtaine de chambres avec sanitaires, le tout desservi par un ascenseur. Le premier corps de bâtiment comprenait quant à lui, entre l'entresol, le premier, le deuxième étage et les combles environ une trentaine de chambre avec sanitaires.
Un troisième bâtiment, destiné aux communs et aux écuries, comprenait un sous-sol, un rez-de-chaussée, un premier étage avec une vingtaine de pièces, trois sanitaires et des combles partiellement aménagés. Au rez-de-chaussée se trouvait une remise pour huit voitures, une écurie pour dix-huit chevaux, trois box et une luxueuse sellerie, évoquée par Drumont : « Camondo a vingt-quatre chevaux dans son écurie [...] Hirsch n'en a que vingt-trois, mais parmi eux [...] un arabe rouan, présent de S.M. l'Empereur d'Autriche [...] Si le maître n'est pas impeccable, la tenue de l'écurie l'est. La sellerie notamment est impeccable. C'est une pièce spacieuse, haute de plafond, dont la cheminée en marbre est un chef-d'œuvre. Tout cela brille et reluit et offre le spectacle de l'arrangement le plus ingénieux. » Dans ses Souvenirs, Karl de Hirsch, neveu de Maurice de Hirsch, rapporte que les écuries du rez-de-chaussée s'étant avérées insuffisantes, son oncle en avait fait aménager d'autres au premier étage ce qui avait nécessité la conception d'un ascenseur pour chevaux.
L'hôtel fut le théâtre de réceptions magnifiques. Mais la mort brutale de Lucien de Hirsch, fils unique du baron de Hirsch, en avril 1887, mit un terme à sa vie mondaine. Le baron et la baronne de Hirsch condamnèrent la salle des fêtes et ne reçurent plus que leur famille et leurs amis. Le baron de Hirsch installa dans son hôtel les bureaux de certaines de ses œuvres philanthropiques.
Après sa mort en 1896, la baronne résidait la plupart du temps dans son château de Beauregard à La Celle-Saint-Cloud, auprès de son fils adoptif Raymond, qui souffrait de troubles mentaux. Son autre fils adoptif, Maurice Arnold, vivait à Londres, et sa fille adoptive, Lucienne, à Bruxelles avec son mari. Elle mourut en 1899 en léguant ses biens à ses sœurs et à ses enfants adoptifs. 
Des pourparlers furent engagés sous le ministère Waldeck-Rousseau pour faire de l'hôtel une résidence pour les chefs d'État étrangers en visite à Paris. Le gouvernement proposait d'acheter l'immeuble pour 7 millions de francs, mais sa chute en 1902 entraîna l'abandon du projet, jugé trop dispendieux. Les autres propositions échouèrent pour diverses raisons, la principale étant l'interdiction des activités commerciales ou professionnelles qui empêchait d'y aménager un hôtel ou un cercle. En 1905, le gouvernement envisagea d'installer le ministère des Colonies à l'hôtel de Hirsch mais, là encore, le projet n'eut pas de suite. Après la mort des sœurs de la baronne de Hirsch, l'hôtel fut mis en vente aux enchères. Les visites attirèrent une foule considérable, mais aucun acquéreur ne se présenta. En définitive, la famille se décida à le mettre en vente en deux lots séparés, avec une mise à prix de deux millions de francs pour chaque lot, et en tira moins que ce qu'avaient coûté les travaux de décoration trente ans auparavant.
De 1949 à 1962, l'hôtel Hirsch est le siège de la Maison de la pensée française, qui notamment expose des œuvres artistiques,,,.
Aujourd'hui, les hôtels des nos 2 et 4 de la rue de l'Élysée abritent des services de la présidence de la République française, notamment la cellule diplomatique dans le bel hôtel du no 2, acquis par l'État en 1967 pour abriter le Secrétariat aux Affaires africaines et malgaches. Les nos 6 et 8 sont des résidences privées. Le corps de bâtiment du no 24 avenue Gabriel a été démoli vers 1960 et a été remplacé par un luxueux immeuble en copropriété. Le jardin est désormais coupé en deux, mais les grilles d'origine ont été conservées. Ce qui subsiste de l'hôtel de Hirsch au no 2 rue de l'Élysée est classé au titre des monuments historiques en 2002.

## Sources
- Dominique Frischer, Le Moïse des Amériques : Vies et œuvres du munificent baron de Hirsch. Paris, Grasset, 2002.
- Félix de Rochegude, Promenades dans toutes les rues de Paris. VIIIe arrondissement, Paris, Hachette, 1910.